# Costa Pereira
Alberto da Costa Pereira (Nacala, 1929. december 22. – Lisszabon, 1990. október 25.) válogatott portugál labdarúgó, kapus, edző.

## Pályafutása

### Klubcsapatban
1951 és 1954 között a Ferroviário L. Marques, 1954 és 1967 között a Benfica labdarúgója volt. Nyolc portugál bajnoki címet és öt kupagyőzelmet ért el az együttessel. Tagja volt az 1960–61-es és az 1961–62-es idényben BEK-győztes csapatnak.

### A válogatottban
1955 és 1965 között 22 alkalommal szerepelt a portugál válogatottban.

### Edzőként
1969–70-ben a CUF Barreiro edzőjeként dolgozott.

## Sikerei, díjai
Benfica
- Portugál bajnokság (Primeira Divisão)
  - bajnok (8): 1954–55, 1956–57, 1959–60, 1960–61, 1962–63, 1963–64, 1964–65, 1966–67
- Portugál kupa (Taça de Portugal)
  - győztes (5): 1955, 1957, 1959, 1962, 1964
- Bajnokcsapatok Európa-kupája
  - győztes (2): 1960–61, 1961–62
  - döntős (2): 1962–63, 1964–65
- Interkontinentális kupa
  - döntős (2): 1961, 1962